# Goran Lovré
Goran Lovré, né le 23 mars 1982 à Zagreb (Croatie), est un footballeur serbe naturalisé Belge en 2004, évoluant au poste de milieu de terrain. Il mesure 1,90 m pour un poids de 82 kg.

## Carrière
En 2004 il est appelé dans la sélection olympique de football de Serbie-et-Monténégro et participe aux JO d'Athènes. 
Formé au RSC Anderlecht, il a du mal à s'y imposer. Il décide alors de rejoindre les Pays-Bas et le FC Groningue le 12 mai 2006. Malgré quatre belles saisons passées aux Pays-Bas, son contrat n'est pas prolongé et il rejoint le 28 mai 2010 le Barnsley FC.
Il reste dans cette équipe de deuxième division anglaise un an et demi et, le 7 décembre 2011, trouve un accord avec le club pour obtenir une rupture de son contrat.